# Macrocypris minna
Macrocypris minna är en kräftdjursart som först beskrevs av Baird 1850.  Macrocypris minna ingår i släktet Macrocypris och familjen Macrocyprididae. Arten är reproducerande i Sverige. Inga underarter finns listade i Catalogue of Life.